# Garcinia indica

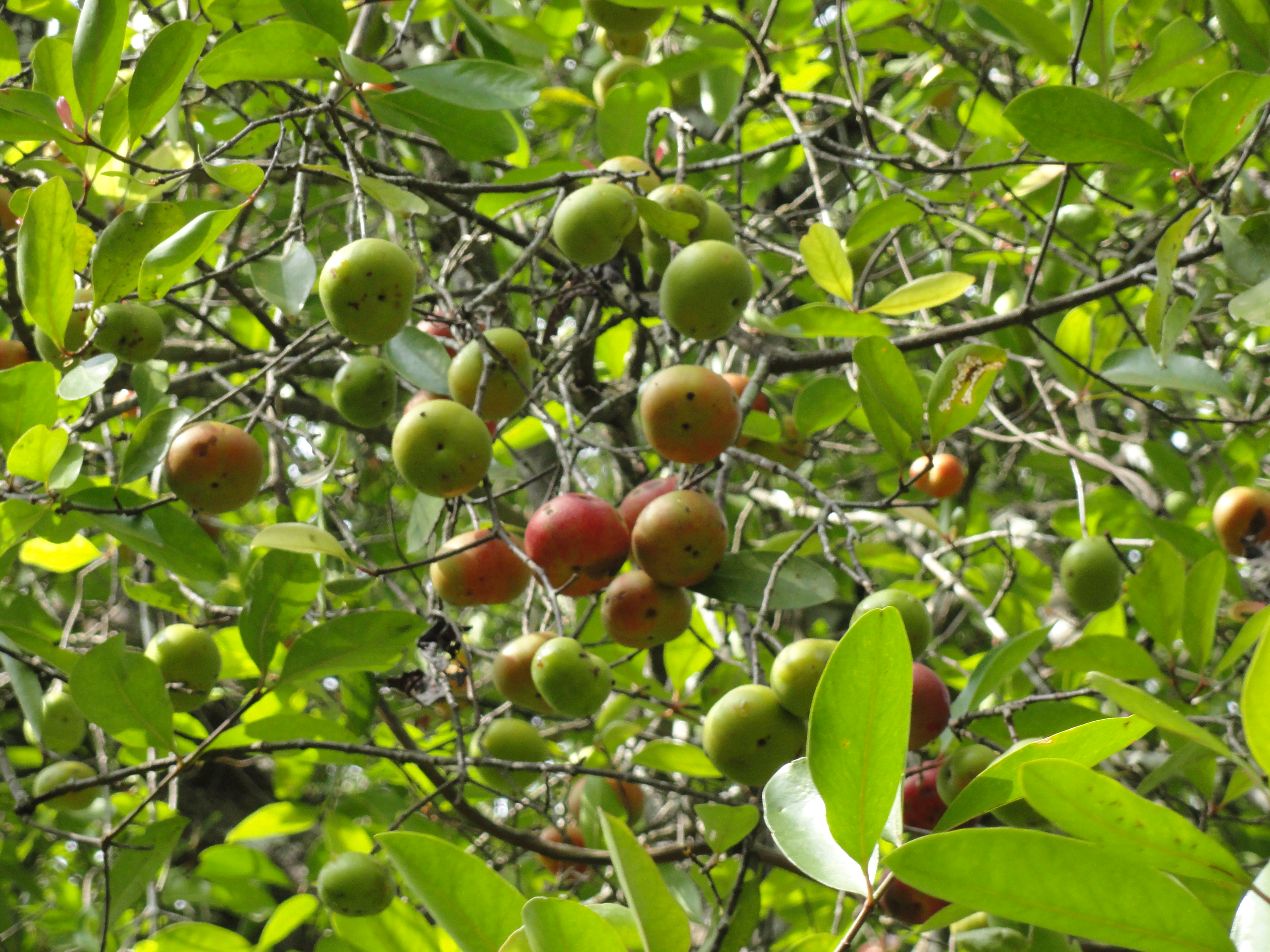
Früchte von Garcinia indica

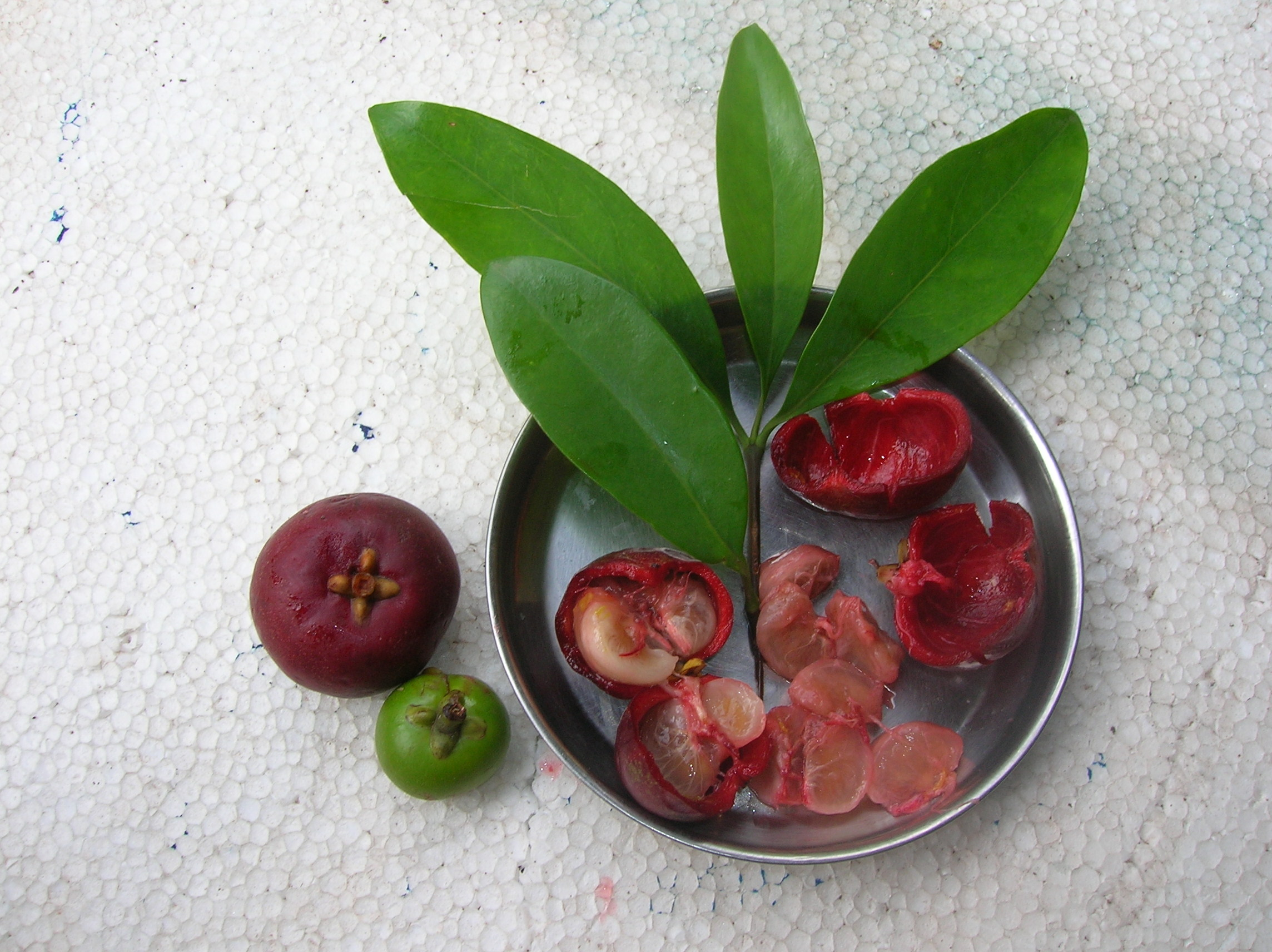
Früchte von Garcinia indica mit Samen mit weiß-rötlicher Pulpe

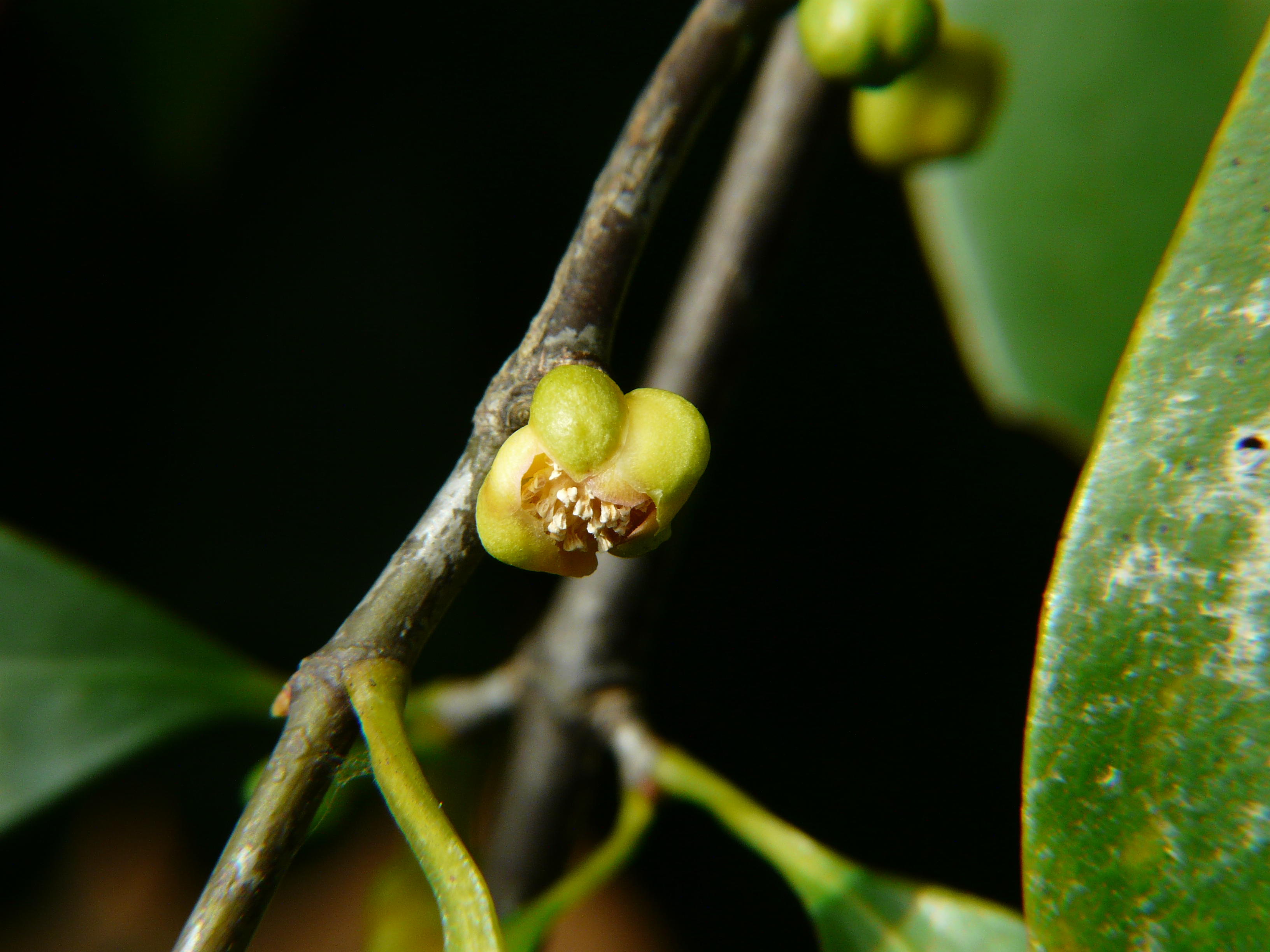
Blüte

Garcinia indica oder Kokum, auch (Indischer) Butterbaum und Indische Gamboge, ist ein tropischer Baum aus der Familie der Clusiaceae in den Westghats von Indien.
Als Indischer Butterbaum werden auch Diploknema butyracea und Madhuca longifolia bezeichnet.

## Beschreibung
Garcinia indica wächst als bis etwa 17 Meter hoher, immergrüner Baum. Es sind meistens Brettwurzeln vorhanden.
Die gegenständigen, kahlen Blätter sind bis etwa 11 Zentimeter lang, kurz gestielt und elliptisch, lanzettlich bis verkehrt-eiförmig. Die Blattränder sind ganz, die Spitze ist abgerundet bis spitz oder bespitzt. Nebenblätter fehlen.
Garcinia indica ist polygam-diözisch, es kommen also meist weibliche und männliche Pflanzen, aber auch solche mit zwittrigen Blüten vor, auch Triözie, Monözie und Gyno- und Andromonözie und Gynodiözie ist möglich. Die gelblich oder rötlichen Blüten sind vierzählig mit doppelter Blütenhülle. Die kurz gestielten weiblichen Blüten erscheinen meist endständig und einzeln oder bis zu dreien, es können Staminodien vorhanden sein, der Fruchtknoten ist oberständig mit einer sitzenden und mehrlappigen Narbe. Die männlichen Blüten erscheinen achsel- oder endständig in kleinen Gruppen bis zu acht bis zehnt, sie haben viele Staubblätter, es können Pistillode vorhanden sein.
Es werden, je nach Morphotyp, meistens dunkel-violette oder rötliche, aber auch gelbe bis grünliche, rundliche bis birnenförmige und bis 4 Zentimeter große Beeren mit beständigen Kelch und mit bis zu acht Samen gebildet. Die nierenförmigen, abgeflachten und rot-braunen Samen sind von einer weiß-rötlichen Endokarp-Pulpe (kein Arillus) eingehüllt und liegen im fleischigen Fruchtfleisch.
Die Chromosomenzahl beträgt 2n = 48 oder 54.

## Taxonomie
Die Erstbeschreibung erfolgte 1806 unter dem Basionym Brindonia indica durch Louis Marie Aubert Du Petit-Thouars in Dict. Sci. Nat. [F. Cuvier] 5: 340. 1824 erfolgte die Neukombination zu Garcinia indica durch Jacques-Denis Choisy in Prodromus Systematis Naturalis Regni Vegetabilis 1: 561. Weitere Synonyme sind Garcinia purpurea (G.Don) Roxb., Garcinia celebica (Thouars) Desr., Brindonia celebica Thouars, Oxycarpus indica (Thouars) Poir., Stalagmitis indica (Thouars) G.Don, Stalagmitis purpurea G.Don und Brindonia oxycarpa Thouars.

## Verwendung
Die Früchte sind essbar und aus den Samen wird Kokumbutter gewonnen. Die getrocknete Schale der Frucht (Kokum) wird in den Küchen der indischen Westküste (Gujarat, maharashtrische Konkan-Küste samt Mumbai, Goa, Coorg) und in Assam ähnlich wie Tamarinde verwendet, um Gerichten einen säuerlichen Geschmack zu verleihen.